# Dreiecksband

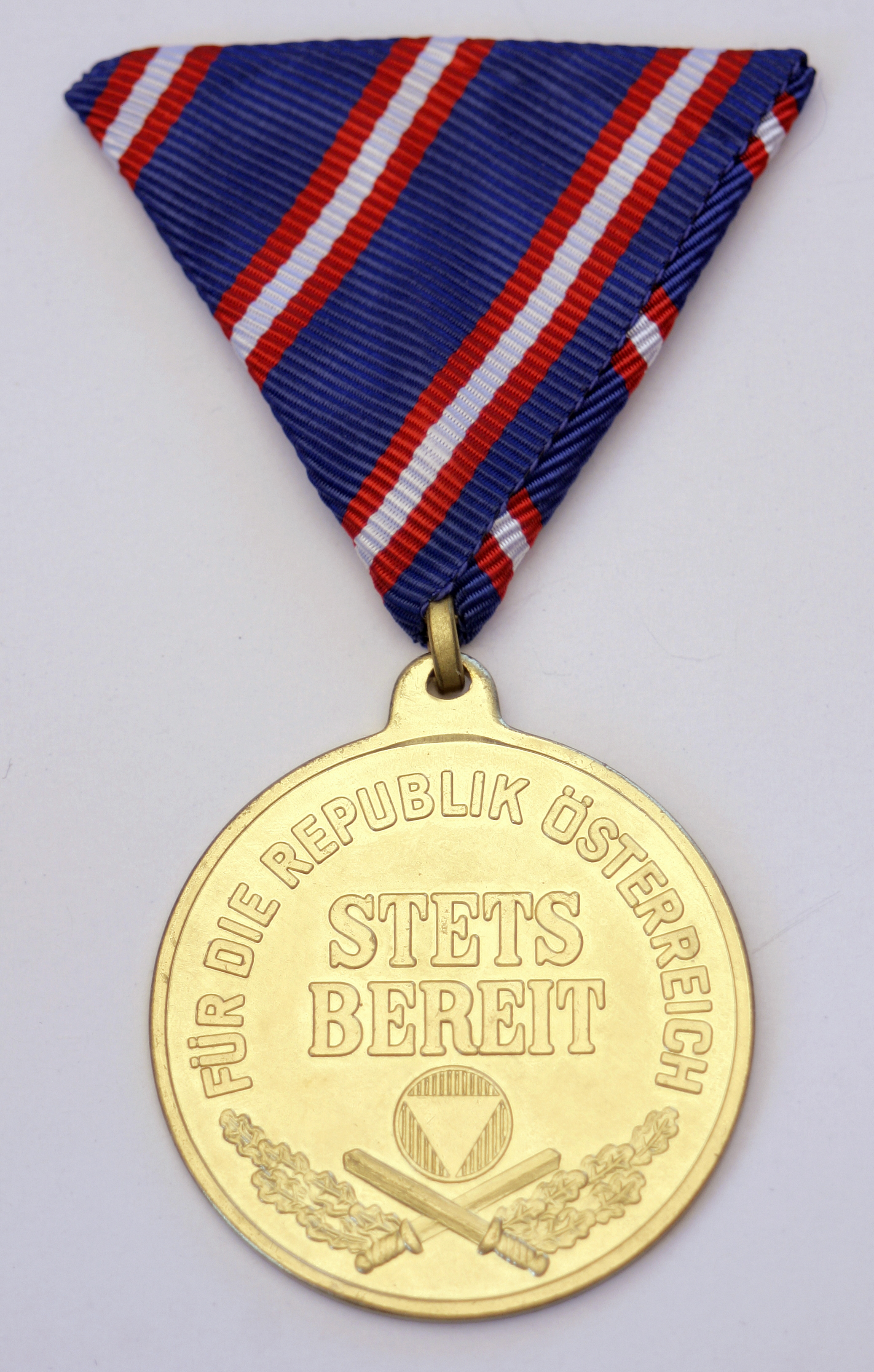
Österreichische Wehrdienstmedaille in Gold am Dreiecksband (avers)

Das Dreiecksband (kroatisch trokutasta vrpca, ungarisch háromszögalakú szalagon) ist eine Gestaltungsform des Ordensbandes, an dem ein Orden und Ehrenzeichen getragen wird. Hierbei wird das Ordensband zum Dreieck gefaltet, mit Haken und Öse versehen und auf der Rückseite vernäht. Die tragbare Auszeichnung wird nun am Haken eingehängt und dieser durch die Öse in das Ordensband geführt.
Diese besondere Form des Ordensbandes findet sich bei den historischen Auszeichnungen Bulgariens, Japans, Kroatiens, Österreichs, Rumäniens, Serbiens, der Slowakei und Ungarns.
Gegenwärtig werden staatliche Auszeichnungen von Japan (z. B. Orden des Heiligen Schatzes), Kroatien, Österreich und Ungarn am Dreiecksband getragen.

## Geschichte
Diese Ordensbandgestaltung entstand in der k.u.k. Doppelmonarchie Österreich-Ungarn, wo tragbare Auszeichnungen, Orden und Ehrenzeichen am Dreiecksband getragen wurden. Das Dreiecksband konnte eine Erweiterung mit verschiedenen Auflagen erfahren, wie das „Tapferkeitsband“ der k.u.k. Tapferkeitsmedaille.

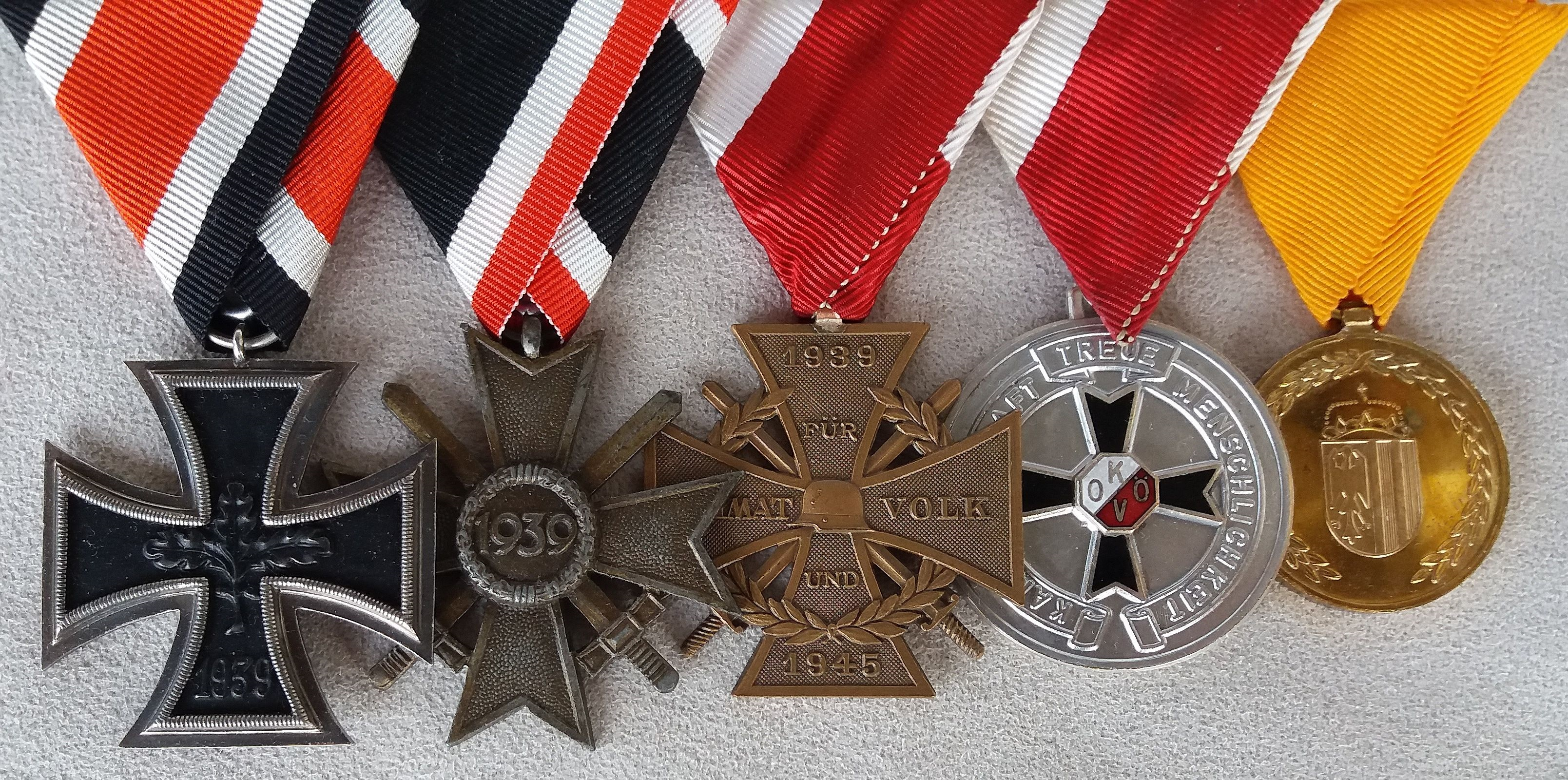
Auszeichnungen eines Teilnehmers des Zweiten Weltkriegs (entnazifiziert), adaptiert mit Dreiecksbändern für die Trageweise in Österreich.

Auch für Orden, die sonst ein normales Band haben, kann es ein adäquates Dreiecksband geben. Das ist etwa bei historischen deutschen Auszeichnungen der Fall, da Österreich-Ungarn und das Deutsche Reich in beiden Weltkriegen Verbündete waren. So kam es auch vor, dass ein Angehöriger der k.u.k. Streitkräfte oder der ungarischen Landwehr (Honvéd) eine deutsche Auszeichnung verliehen bekam und diesen dann entsprechend den eigenen Auszeichnungen am Dreiecksband trug.
Die Tradition des Dreiecksbandes wurde vom Österreichischen Bundesheer und anderen österreichischen Einsatzorganisationen, wie der Freiwilligen Feuerwehr sowie einigen Nachfolge- und Nachbarstaaten Österreich-Ungarns übernommen.